# Polimetacrilato de propila
Polimetacrilato de propila (abreviado na literatura em inglês como PPMA, de poly(propyl methacrylate) é o polímero do monômero metacrilato de propila, de massa molecular da unidade repetida 128,17 g/mol. Apresenta densidade amorfa de 1,08 g/cm3 a 25°C.